# ليسوم كبير
ليسوم كبير (الاسم العلمي: Illicium majus) هو نوع نباتي يتبع جنس الليسوم من فصيلة الشزندرية.